# Came (azienda)
CAME S.p.A. è una multinazionale attiva nella fornitura di soluzioni tecnologiche integrate per l'automazione di ambienti residenziali, pubblici e urbani.
Il Gruppo sviluppa automazioni per ingressi, sistemi domotici e antintrusione, sistemi di videocitofonia, termoregolazione e porte sezionali per ambienti residenziali e industriali per i grandi progetti e per l'urbanistica, sistemi  per la gestione di parcheggi automatici e parchimetri di sosta a pagamento, per il controllo degli accessi e la sicurezza degli ambienti collettivi.
CAME è stata scelta come Partner Tecnologico da Expo Milano 2015 e ha aperto le porte agli oltre 21 milioni di visitatori giunti da tutto il mondo per visitare l'Esposizione Universale. Con il sistema di controllo accessi sviluppato per Expo Milano 2015, il Gruppo trevigiano si è aggiudicato il Premio Innovazione Smau, che si propone di condividere i migliori esempi di innovazione digitale delle imprese e delle Pubbliche Amministrazioni italiane. Nel 2017 il Gruppo CAME ha realizzato il sistema di parcheggi e di controllo accessi per gestire il passaggio dei 5 milioni di visitatori di Expo di Astana 2017.

## Storia
L'azienda nasce nel 1972 a opera di Paolo Menuzzo; l'acronimo sta per "Costruzioni automatismi meccanico-elettrici". L'azienda opera nel settore della domotica e dell'automazione degli edifici, nella produzione di cancelli automatici e sistemi di automazione ai fini della sicurezza domestica. Nel corso degli anni ottanta è soggetta ad un'espansione che porta all'apertura di nuove sedi, in Italia prima e successivamente in Europa. Negli anni novanta l'azienda affianca alla produzione di automazioni per porte e cancelli a uso residenziale e industriale le prime linee di prodotto dedicate al controllo accessi degli spazi collettivi. Nel 2004 Came acquisisce nel proprio gruppo Urbaco, azienda che opera nel settore dei dissuasori automatici e delle soluzioni per l'urbanistica (è del 1983 il brevetto del dissuasore a scomparsa).
Dal 2005 Andrea Menuzzo affianca il padre alla guida della società in qualità di amministratore delegato, occupandosi dello sviluppo dell’internazionalizzazione del gruppo attraverso l’apertura di filiali in Europa, America, Asia e attraverso l’acquisizione di distributori in diversi mercati esteri.
Nel 2011 viene acquisita Bpt, azienda fondata nel 1953 e specializzata nel settore delle tecnologie domotiche e della sicurezza. Nel 2012 Came acquisisce grandi filiali in Sudafrica, Dubai e Regno Unito, e ha una forte espansione di mercato in India, mentre nel 2013 vince il premio Ernst & Young per il family business.
Nel 2014 entra a far parte del gruppo Came anche Parkare, società iberica operante nel settore delle tecnologie per parcheggi automatici e parcometri. Un anno dopo, nel 2015, viene acquisita anche GO, azienda friulana specializzata nella progettazione, produzione e installazione di porte e portoni sezionali, sia per il settore residenziale che per quello industriale.
Nel 2019 viene acquisita CAME OZAK un'azienda turca specializzata in controllo accessi che ha 30 anni di esperienza in questo settore.
L'azienda è stata partner tecnologico di Expo Milano 2015 per il controllo accessi e per le automazioni, con uno spazio espositivo (CameEXperience) allestito in collaborazione con il Museo aziendale Massimo Bianchi (Keyline) e con il Museo Etnografico della Provincia di Belluno.

## Il Gruppo
Il Gruppo, con i marchi CAME, CAME BPT e CAME GO produce e commercializza soluzioni di automazione per ingressi, sistemi domotici e antintrusione, sistemi di videocitofonia, termoregolazione, porte sezionali per ambienti residenziali e industriali. Con i marchi CAME PARKARE, CAME URBACO e CAME OZAK sviluppa soluzioni per progetti di grandi dimensioni e per l'urbanistica, sistemi per la gestione di parcheggi automatici e parchimetri di sosta a pagamento, per il controllo accessi e per la sicurezza degli ambienti collettivi.

## I dati aziendali
Di proprietà della famiglia Menuzzo, CAME ha sede a Casier, in provincia di Treviso ed è presente sul mercato con 480 tra filiali e distributori e possiede 6 stabilimenti produttivi a Treviso, Sesto al Reghena (PN), Spilimbergo (PN), Avignone (Francia), Barcellona (Spagna) e Londra (Inghilterra). L'azienda conta più di 1 460 dipendenti e ha registrato un fatturato di 255 milioni di euro nel 2016.

## Attività secondarie
Nel 2005 CAME diventa proprietaria del Dosson Calcio a 5, squadra di futsal della frazione dove ha sede la Came, di cui era già sponsor; nel 2014 la CAME Dosson ha raggiunto la Serie A2, nel 2016 ha vinto la Coppa Italia di Serie A2 e ottenuto la promozione in Serie A.
Dal dicembre 2013 al giugno 2015 l'azienda trevigiana è stata top sponsor della Serie B, il cui marchio è stato presente su tutti pantaloncini delle squadre del campionato cadetto.